# Monomorium flavipes
Monomorium flavipes är en myrart som beskrevs av Clark 1938. Monomorium flavipes ingår i släktet Monomorium och familjen myror. Inga underarter finns listade i Catalogue of Life.